# Karina Perez
Karina Perez (Belo Horizonte, 14 de setembro de 1970) é uma artista plástica e ex-atriz brasileira. Destacou-se como Andreia em Mulheres de Areia, como Lilian em Tropicaliente e, em 1997, como Rose em Por Amor. Em 1998 abandonou a carreira de atriz para se tornar artista plástica.

## Filmografia

### Televisão
| Ano  | Título                  | Papel           | Notas                           |
| ---- | ----------------------- | --------------- | ------------------------------- |
| 1992 | As Noivas de Copacabana | Jéssica         | Episódio: "26 de junho"         |
| 1993 | Mulheres de Areia       | Andreia Sampaio |                                 |
| 1994 | Tropicaliente           | Lilian          |                                 |
| 1995 | Explode Coração         | Laura           |                                 |
| 1997 | Malhação                | Bianca          | Participação: Temporada 3       |
| 1997 | Você Decide             | Alícia          | Episódio: "A Vizinha"           |
| 1997 | Por Amor                | Rose Trindade   |                                 |
| 1998 | Você Decide             | Luana           | Episódio: "Verdades e Mentiras" |